# Yerker Andersson
Yerker Andersson, vero nome Jerker Johan Olof Andersson (Vallentuna, 29 novembre 1929 – Frederick, 18 luglio 2016), è stato un educatore, attivista e professore svedese naturalizzato statunitense, 3º presidente della Federazione Mondiale dei Sordi dal 1983 al 1995.

## Biografia
Figlio del direttore di una scuola per sordi e di un'insegnante, studiò nel Manillaskolan (la scuola speciale per sordi in Svezia) dal 1937 al 1945. Nel 1955 si trasferì negli Stati Uniti per studiare alla Gallaudet University. Dal 1960 si interessa degli studi sociologici e nel 1962 diviene cittadino statunitense. Nello stesso periodo cambiò il nome in Yerker. Nel 1975 venne eletto vicepresidente della Federazione Mondiale dei Sordi. Nel 1983 fu nominato 3º presidente della World Federation of the Deaf con 42 voti contro i 34 di Vasil Panev della comunità sorda bulgara. Venne rieletto per un secondo mandato, che portò a compimento nel 1995. Nel 1992 fu il primo presidente della Federazione Mondiale dei Sordi a intrattenere rapporti con l'Assemblea generale delle Nazioni Unite. Nel 2012 divenne il primo presidente onorario della WFD.
Morì a Frederick, nel Maryland, il 18 luglio 2016.